# Alfred Romer
Alfred Sherwood Romer (ur. 28 grudnia 1894 w White Plains, zm. 5 listopada 1973 w Cambridge) – amerykański paleontolog specjalizujący się w paleontologii kręgowców.

## Życiorys
W 1917 ukończył studia na Amhurst College, a następnie przez dwa lata służył w armii amerykańskiej, m.in. w United States Army Air Service. W 1921 uzyskał stopień doktora zoologii na Columbia University. Od 1923 do 1933 był profesorem paleontologii kręgowców na University of Chicago. W latach 1934–1965 wykładał zoologię na Uniwersytecie Harvarda i był kustoszem działu paleontologii kręgowców w Muzeum Zoologii Porównawczej w Cambridge – w latach 1946–1961 był dyrektorem tego muzeum. W 1940 założył Society of Vertebrate Paleontology i został jego pierwszym prezydentem. W 1944 został wybrany do National Academy of Sciences. Był prezydentem American Association for the Advancement of Science (1966) oraz Society of Systematic Zoology oraz Society for the Study of Evolution. W 1972 otrzymał Medal of the Linnean Society of London, a w 1973 został nagrodzony Medalem Wollastona.
Alfred Romer w 1956 nazwał rodzaj zauropoda Euhelopus, opisał również kilka rodzajów dinozauromorfów – Lagerpeton, Gracilisuchus, Lagosuchus i Lewisuchus. Na jego cześć w 2007 nazwano Dromomeron romeri – gatunek niewielkiego dinozauromorfa blisko spokrewnionego z opisanym przez Romera lagerpetonem.
Jedną z ważniejszych prac Romera była książka Vertebrate Palaeontology, która ukazała się w trzech wydaniach w 1933, 1945 i 1966, i rzuciła nowe światło na paleontologię kręgowców.